# Trachypithecus shortridgei
O langur-de-shortridge (Trachypithecus shortridgei), também conhecido como langur-tampado-de-shortridge é uma das 17 espécies de Trachypithecus. É nativo de Mianmar e da China.

## Estado de conservação
Esta espécie está listada como ameaçada pois houve um declíneo de 50% de sua população nos últimos 36 anos devido principalmente à caça e à perda de habitat.